# Youth Initiative for Human Rights
Die Youth Initiative for Human Rights (YIHR)(deutsche Übersetzung: Jugendinitiative für Menschenrechte serbokroatisch Inicijativa mladih za ljudska prava; albanisch Nisma e të Rinjve për të Drejtat e Njeriut) ist ein Verbund autonomer Nichtregierungsorganisationen, der in Serbien, Kosovo, Kroatien, Montenegro und Bosnien und Herzegowina tätig ist. Ziel der Initiative ist es, Verbindungen zwischen jungen Menschen verschiedener ethnischer Gruppen auf dem Balkan zu fördern und die Zusammenarbeit zu stärken.
Die Organisation wurde 2003 gegründet, unterstützte die Arbeit des Internationalen Strafgerichtshofs für das ehemalige Jugoslawien und engagiert sich für die Überwachung der Menschenrechte. 2013 entschied der Europäische Gerichtshof für Menschenrechte zugunsten der YIHR in einem Fall gegen Serbien, wobei eine Verletzung von Artikel 10 der Europäischen Menschenrechtskonvention festgestellt wurde. Das Netzwerk erhielt mehrere Auszeichnungen, darunter den Václav-Havel-Menschenrechtspreis 2019 und den Aachener Friedenspreis 2024.